# La Cadena, Chiapas
La Cadena är en ort i Mexiko.   Den ligger i kommunen Acacoyagua och delstaten Chiapas, i den sydöstra delen av landet, 800 km sydost om huvudstaden Mexico City. La Cadena ligger 136 meter över havet och antalet invånare är 135.
Terrängen runt La Cadena är varierad. Runt La Cadena är det ganska tätbefolkat, med 96 invånare per kvadratkilometer. Närmaste större samhälle är Escuintla, 6,8 km sydost om La Cadena. Omgivningarna runt La Cadena är en mosaik av jordbruksmark och naturlig växtlighet.